# Górany
Górany – wieś w Polsce położona w województwie podlaskim, w powiecie sokólskim, w gminie Krynki.
| SIMC    | Nazwa      | Rodzaj  |
| ------- | ---------- | ------- |
| 0032610 | Podlipki   | kolonia |
| 0032626 | Studzianka | kolonia |

Wieś królewska ekonomii grodzieńskiej położona była w końcu XVIII wieku  w powiecie grodzieńskim województwa trockiego. 
W latach 1954–1971 wieś należała i była siedzibą władz gromady Górany, po jej zniesieniu w gromadzie Krynki. W latach 1975–1998 miejscowość administracyjnie należała do województwa białostockiego.
Prawosławni mieszkańcy należą do parafii w Ostrowiu Północnym a katoliccy mieszkańcy do parafii w Podlipkach.